# Comité central des catholiques allemands
Le Comité central des catholiques allemands (ZdK : Zentralkomitees der deutschen Katholiken) est la structure officielle qui représente les laïcs au sein de l'Église catholique en Allemagne. Il regroupe 125 associations et institutions catholiques, représentant en tout plusieurs millions de membres (en 2006, on compte 26 millions de catholiques en Allemagne pour une population totale de 82 millions).
Le siège du ZdK est à Bonn. Il est présidé par Hans-Joachim Meyer, ancien ministre des cultes en Bavière, issu du parti démocrate-chrétien allemand, la CDU.

## Activités
Entre autres activités, le ZdK organise tous les deux ans les Katholikentag, journées de rencontre de débat qui réunissent plusieurs milliers de catholiques. Mais le rôle du ZdK est plus large que de représenter les laïcs au sein de l'Église catholique romaine. En pratique, l'organisation assure une véritable représentation des catholiques au sein de l'espace public allemand. Il participe ainsi régulièrement aux consultations des partis politiques et intervient dans les débats de société.
Il existe une structure comparable au ZdK pour les protestants, l'assemblée de l'Église protestante allemande.
Le ZdK n'a pas de structure homologue en France, où l'Église n'est représentée officiellement que par une instance ecclésiastique, la Conférence des évêques de France. À défaut, c'est avec les Semaines sociales de France (qui n'est pas une structure de représentation des laïcs catholiques) que le ZdK entretient des relations étroites, en particulier pour porter la contribution des chrétiens sociaux à la construction européenne. En l'an 2000, les deux organisations ont publié ensemble un Manifeste pour une conscience européenne.

### Discours de Benoît XVI
Lors de la troisième visite du Pape Benoît XVI en Allemagne, ce dernier a fait un discours devant le Comité central des catholiques allemands, où il déclarait ceci :
« Chers amis, depuis quelques années maintenant, existent ce qu'on appelle les programmes exposure dans les pays en voie de développement. Des personnes ayant des responsabilités dans les domaines de la politique, de l'économie et de la religion vivent pendant une certaine période parmi les pauvres en Afrique, en Asie ou en Amérique latine et partagent leur vie quotidienne concrète. Ils se mettent dans les situations de vie de ces personnes, afin de voir le monde à travers leurs yeux et donc de tirer de cette expérience des enseignements pour leurs propres actions de solidarité.
Imaginons qu'un programme exposure de ce type ait lieu ici, en Allemagne. Les experts d'un pays lointain viendraient passer une semaine avec une famille allemande moyenne. Ils trouveraient beaucoup à admirer ici, par exemple, la prospérité, l'ordre et l'efficacité. Mais en regardant d'un œil sans préjugé, ils pourraient également voir beaucoup de pauvreté: pauvreté dans les relations humaines et pauvreté dans la sphère religieuse.
Nous vivons à une époque qui est largement caractérisée par un relativisme subliminal qui pénètre tous les domaines de la vie. Parfois, ce relativisme devient agressif, quand il s'oppose à ceux qui disent savoir où est la vérité ou le sens de la vie.
Et nous observons que ce relativisme exerce une influence de plus en plus grande sur les relations humaines et sur la société. Cela se traduit, entre autres choses, dans l'inconstance et la fragmentation de la vie de nombreuses personnes et dans un individualisme exacerbé. Certains ne semblent plus capables de renoncer à quelque chose ou de faire un sacrifice pour les autres. Même l'engagement altruiste pour le bien commun, dans la sphère sociale et culturelle ou pour le compte des nécessiteux, est en déclin. D'autres ne sont plus capables de s'engager sans réserve à un "partner". On ne trouve aujourd'hui pratiquement plus le courage de promettre d'être fidèle toute une vie, le courage de prendre une décision et dire : maintenant je t'appartiens entièrement, ou de s'engager fermement pour la fidélité et la vérité et de chercher avec sincérité à trouver les solutions des problèmes.
Permettez-moi de faire référence ici à un aspect de la situation particulière de l'Allemagne. L'Église en Allemagne est superbement organisée. Mais derrière les structures, trouve-t-on aussi la force spirituelle correspondante, la force de la foi dans le Dieu vivant? Nous devons admettre honnêtement qu'il y a un « excès de structure » par rapport à l'Esprit. J'ajouterais: la vraie de l'Église dans le monde occidental est une crise de la foi. Si nous n'arrivons pas à un réel renouveau de notre foi, toutes les réformes structurelles resteront inefficaces. »

## Histoire
L'Association catholique d'Allemagne (Katholischer Verein Deutschlands) a été fondée en 1848 par le prince Charles VI de Löwenstein-Wertheim-Rosenberg. En 1952 elle prend le nom de Comité central des catholiques allemands. Elle a joué un rôle important contre le Kulturkampf.

## Organisation
L'assemblée plénière du ZdK se compose d'environ 230 membres :
- 97 sont désignés par le Comité dirigeant des organisations catholiques d'Allemagne (AGKOD)
- 84 viennent des organismes représentant les laïcs des diocèses allemands (conseils diocésains)
- 45 sont des personnalités qualifiées, issues du monde politique ou de la société civile

## Prises de position récentes
- En 1998, elle fait momentanément preuve de dissidence envers le magistère en soutenant des groupes opposés à l'encyclique Humanae Vitae.
- En septembre 2005, elle a lancé un appel en faveur du développement à l'ONU.
- En avril 2006, elle a dénoncé la série télévisée Popetown.
- En octobre 2007, son président a soutenu que la construction de mosquées n'était pas illégitime.